# 戴建業
戴 建業（たい けんぎょう、1956年 - ）は、中華人民共和国の文学研究者。湖北省麻城市出身。現職は華中師範大学文学学院古代文学研究室教授、博士課程指導者、古典文学学科組長。古典詩詞を専門とした文芸評論家。

## 経歴
1956年、湖北省麻城市で生まれる。1977年華中師範大学に合格した。大学卒業後、母校である華中師範大学に採用され、中文系にて講師に就任した。

## 著作
- (中国語) 『六朝文学史』. 上海市: 上海文芸出版社. (2019). ISBN 9787532172542
- (中国語) 『戴建業精讀世説新語』. 上海市: 上海文芸出版社. (2019). ISBN 9787532172160
- (中国語) 『你聽懂了没有』. 上海市: 上海文芸出版社. (2019). ISBN 9787532172986
- (中国語) 『両宋詩詞簡史』. 上海市: 上海文芸出版社. (2019). ISBN 9787532172122
- (中国語) 『戴建業精讀老子』. 上海市: 上海文芸出版社. (2019). ISBN 9787532172917
- (中国語) 『六朝文学史』. 上海市: 上海文芸出版社. (2019). ISBN 9787532172542
- (中国語) 『澄明之境：陶淵明新論』. 上海市: 上海文芸出版社. (2019). ISBN 9787532172320
- (中国語) 『論中国古代的知識分類与典籍分類』. 上海市: 上海文芸出版社. (2019). ISBN 9787532172993
- (中国語) 『文本闡釈的内与外』. 上海市: 上海文芸出版社. (2019). ISBN 9787532171576
- (中国語) 『詩囚：孟郊論稿』. 上海市: 上海文芸出版社. (2019). ISBN 9787532172337
- (中国語) 『一切皆有可能』. 海口市: 海南出版社. (2018). ISBN 9787544361514
- (中国語) 『濁世清流 世説新語会心録』. 海口市: 海南出版社. (2016). ISBN 9787544363402
- (中国語) 『老子開講』. 海南省海口市: 海南出版社. (2015). ISBN 9787544359832
- (中国語) 『張舜徽学術論著闡釈』. 武漢市: 華中師範大学出版社. (2011). ISBN 9787562249238
- (中国語) 『老子：民族的大智』. 上海市: 上海古籍出版社. (2009). ISBN 9787532554072
- (中国語) 『老子智慧新解』. 北京市: 中国城市出版社. (2008). ISBN 9787507419573
- (中国語) 『孟郊論稿』. 上海市: 上海古籍出版社. (2006). ISBN 9787532545605